# Polska na Zimowych Igrzyskach Olimpijskich 1964
Polskę na Zimowych Igrzyskach Olimpijskich 1964 reprezentowało 51 zawodników w 8 dyscyplinach.
| Sportowcy | złoto | srebro | brąz | 4 m. | 5 m. | 6 m. | 7 m. | 8 m. | Punkty |
| --------- | ----- | ------ | ---- | ---- | ---- | ---- | ---- | ---- | ------ |
| 51        | –     | –      | –    | 1    | 2    | 2    | 2    | 2    | 25     |

## Występy Polaków

### Biathlon
- Józef Rubiś – bieg na 20 km, 6. miejsce
- Stanisław Szczepaniak – bieg na 20 km, 18. miejsce
- Józef Gąsienica-Sobczak – bieg na 20 km, 20. miejsce
- Stanisław Styrczula – bieg na 20 km, 35. miejsce

### Hokej na lodzie
- Józef Wiśniewski, Władysław Pabisz, Henryk Handy, Stanisław Olczyk, Hubert Sitko, Augustyn Skórski, Gerard Langner, Sylwester Wilczek, Andrzej Fonfara, Jerzy Ogórczyk, Józef Kurek, Bronisław Gosztyła, Józef Manowski, Tadeusz Kilanowicz, Andrzej Szal, Józef Stefaniak, Andrzej Żurawski – 9. miejsce

### Łyżwiarstwo szybkie
- Elwira Seroczyńska – 500 m, 16. miejsce; 1000 m, 22. miejsce; 1500 m, 26. miejsce
- Adelajda Mroske – 500 m, 22. miejsce; 1000 m, 21. miejsce; 1500 m, 22. miejsce; 3000 m, 25. miejsce
- Helena Pilejczyk – 500 m, 23. miejsce; 1000 m, 15. miejsce; 1500 m, 25. miejsce; 3000 m, 26. miejsce

### Narciarstwo alpejskie
- Maria Gąsienica Daniel-Szatkowska – zjazd, 41. miejsce; slalom gigant, 36. miejsce; slalom specjalny, nie ukończyła
- Jerzy Woyna Orlewicz – zjazd, 24. miejsce; slalom gigant, 41. miejsce; slalom specjalny, 30. miejsce
- Bronisław Trzebunia – zjazd, 40. miejsce; slalom gigant, 29. miejsce; slalom specjalny, 27. miejsce
- Andrzej Dereziński – zjazd, 49. miejsce; slalom gigant, nie ukończył; slalom specjalny, 33. miejsce

### Narciarstwo klasyczne
- Stefania Biegun – bieg na 5 km, 14. miejsce; bieg na 10 km, 18. miejsce
- Teresa Trzebunia – bieg na 5 km, 23. miejsce; bieg na 10 km, 24. miejsce
- Czesława Stopka – bieg na 5 km, 24. miejsce; bieg na 10 km, 23. miejsce
- Weronika Budny – bieg na 5 km, 27. miejsce
- Teresa Trzebunia, Czesława Stopka, Stefania Biegun – sztafeta 3 x 5 km, 7. miejsce
- Józef Rysula – bieg na 15 km, 21. miejsce; bieg na 30 km, 24. miejsce
- Edward Budny – bieg na 15 km, 18. miejsce; bieg na 30 km, 24. miejsce
- Tadeusz Jankowski – bieg na 15 km, 33. miejsce; bieg na 30 km, 40. miejsce
- Józef Gut-Misiaga – bieg na 15 km, 47. miejsce
- Henryk Marek – bieg na 30 km, zdyskwalifikowany; bieg na 50 km, nie ukończył
- Edward Budny, Józef Gut-Misiaga, Tadeusz Jankowski, Józef Rysula – sztafeta 4 x 10 km, 8. miejsce
- Erwin Fiedor – kombinacja norweska, 14. miejsce
- Józef Przybyła – skoki narciarskie skocznia średnia, 18. miejsce; skoki narciarskie skocznia duża, 9. miejsce
- Piotr Wala – skoki narciarskie skocznia średnia, 22. miejsce; skoki narciarskie skocznia duża, 15. miejsce
- Antoni Łaciak – skoki narciarskie skocznia średnia, 34. miejsce
- Ryszard Witke – skoki narciarskie skocznia średnia, 45. miejsce; skoki narciarskie skocznia duża, 35. miejsce
- Andrzej Sztolf – skoki narciarskie skocznia duża, 26. miejsce

### Saneczkarstwo
- Irena Pawełczyk –  jedynki kobiet, 4. miejsce
- Barbara Gorgoń-Flont – jedynki kobiet, 5. miejsce
- Helena Macher – jedynki kobiet, 8. miejsce
- Mieczysław Pawełkiewicz – jedynki mężczyzn, 6. miejsce
- Lucjan Kudzia – jedynki mężczyzn, 11. miejsce
- Jerzy Wojnar – jedynki mężczyzn, 28. miejsce
- Edward Fender – jedynki mężczyzn, nie ukończył
- Lucjan Kudzia, Ryszard Pędrak – dwójki, 5. miejsce
- Mieczysław Pawełkiewicz, Edward Fender – dwójki, 7. miejsce